# Жана Новакович
Жана Новакович (босн. Žana Novaković; 24 червня 1985, Сараєво) — боснійська гірськолижниця. Змагається у слаломі та гігантському слаломі.

## Участь в Олімпійських іграх
Учасниця Олімпійських ігор 2010 року у Ванкувері та 2014 року у Сочі. Була прапороносцем Боснії і Герцеговини на церемоніях відкриття обидвох Олімпіад.

### Ванкувер 2010
| Спортсмен      | Змагання      | Спуск 1 | Спуск 2 | Загальний | Місце |
| -------------- | ------------- | ------- | ------- | --------- | ----- |
| Жана Новакович | слалом, жінки | 58.19   | 57.76   | 1:55.95   | 40    |

### Сочі 2014
| Спортсмен      | Змагання                  | Спуск 1 | Спуск 1 | Спуск 2 | Спуск 2 | Загальний | Загальний |
| Спортсмен      | Змагання                  | Час     | Місце   | Час     | Місце   | Час       | Місце     |
| -------------- | ------------------------- | ------- | ------- | ------- | ------- | --------- | --------- |
| Жана Новакович | гігантський слалом, жінки | 1:24.54 | 42      | 1:23.24 | 38      | 2:47.78   | 37        |
| Жана Новакович | слалом, жінки             | 59.79   | 35      | 56.20   | 25      | 1:55.99   | 26        |